# Доктор главом и брадом
„Доктор главом и брадом“ је југословенски ТВ филм из 1961. године. Режирао га је Јанез Шенк, а сценарио је писао Мајкл Брек.

## Улоге
| Глумац                    | Улога |
| ------------------------- | ----- |
| Татјана Бељакова          |       |
| Вера Илић-Ђукић           |       |
| Нада Касапић              |       |
| Никола Поповић            |       |
| Мирослав Дуда Радивојевић |       |
| Александар Стојковић      |       |